# Neptis cosama
Neptis cosama är en fjärilsart som beskrevs av Hans Fruhstorfer 1907. Neptis cosama ingår i släktet Neptis och familjen praktfjärilar. Inga underarter finns listade i Catalogue of Life.